# Tetrix beihaiensis
Tetrix beihaiensis är en insektsart som beskrevs av Deng, W.-a. och Z. Zheng 2007. Tetrix beihaiensis ingår i släktet Tetrix och familjen torngräshoppor. Inga underarter finns listade i Catalogue of Life.